# Тимчак Ніна Петрівна
Ніна Петрівна Тимчак (1950, село Крутеньке, тепер Голованівського району Кіровоградської області) — українська радянська діячка, бригадир тракторно-рільничої бригади радгоспу «Краснопільський» села Краснопілля Березанського району Миколаївської області. Депутат Верховної Ради СРСР 9—10-го скликань.

## Біографія
Народилася в селянській родині. Трудову діяльність розпочала в 1965 році в колгоспі «Ленінський шлях» Голованівського району Кіровоградської області.
У 1969 році закінчила Мигіївський радгосп-технікум Миколаївської області.
З 1969 року — агроном-насінник, з 1971 року — бригадир тракторно-рільничої бригади радгоспу «Краснопільський» села Краснопілля Березанського району Миколаївської області.
Член КПРС з 1974 року.
Закінчила заочно Одеський сільськогосподарський інститут.
Потім — на пенсії в селі Краснопілля Березанського району Миколаївської області.

## Нагороди
- орден Леніна
- орден Трудового Червоного Прапора
- медалі